# Saint-Pantaly-d'Ans
Saint-Pantaly-d'Ans foi uma comuna francesa na região administrativa da Nova Aquitânia, no departamento Dordonha. Estendia-se por uma área de 10,67 km². Em 2010 a comuna tinha 154 habitantes (densidade: 14,4 hab./km²).
Em 1 de janeiro de 2017, passou a formar parte da nova comuna de Cubjac-Auvézère-Val d'Ans.